# Schrankia sarothrura
Schrankia sarothrura là một loài bướm đêm trong họ Erebidae.